# Jan Kirsz
Jan Kirsz (ur. 12 czerwca 1953 w Krakowie) – szopkarz krakowski, poeta. Z zawodu inżynier mechanik, wieloletni pracownik Instytutu Obróbki Skrawaniem.

## Szopkarstwo
W konkursie szopek krakowskich bierze udział od 1967. Specjalizuje się w tworzeniu szopek małych i miniaturowych. Zdobywca pierwszej nagrody w kategorii szopek małych w latach: 1984, 1985, 1986, 1988 i 2001, a w kategorii szopek miniaturowych w latach: 1991, 1992, 1993, 1994, 2001, 2003, 2004, 2005, 2007, 2008, 2009, 2018, 2019, 2020, 2021, 2022.
Jest członkiem Stowarzyszenia Twórców Ludowych. Jego dzieła znajdują się w kolekcji Muzeum Historycznego Miasta Krakowa, Muzeum Etnograficznego w Krakowie oraz Państwowego Muzeum Etnograficznego w Warszawie. Szopki Jana Kirsza znajdują się ponadto w kolekcjach w Chinach, Stanach Zjednoczonych, Francji i we Włoszech. W 2016 jedna z nich została wręczona brytyjskiej królowej Elżbiecie II.
19 grudnia 2018, podczas 13. sesji Międzyrządowego Komitetu ds. Ochrony Niematerialnego Dziedzictwa Kulturowego na Mauritiusie, został odznaczony przez wicepremiera i Ministra Kultury i Dziedzictwa Narodowego prof. Piotra Glińskiego honorową odznaką „Zasłużony dla Kultury Polskiej”. W 2022 otrzymał odznakę „Honoris Gratia”. W 2025 został odznaczony Złotym Krzyżem Zasługi za zasługi dla kultury polskiej, za popularyzację szopkarstwa krakowskiego.

## Poezja
Jest autorem tomików poezji pt. „Rozmawiając ciszą” (2006) i „Oddalające się kroki” (2007), które spotkały się z pozytywnym przyjęciem krytyków: Józefa Barana („Dziennik Polski”), Stanisława Stanika („Gazeta Kulturalna”) i Emila Bieli („Gazeta Kulturalna”). W opinii Janusza Orlikowskiego opublikowanej w miesięczniku „Akant” debiutancki tomik Kirsza jest kontrastem dla urody budowanych szopek. Orlikowski w recenzji napisał, że poza jednym wierszem, autor pozbawił utwory pragnienia piękna, skupiając uwagę odbiorcy na opisie powszechnie znanych przypadłości socjologicznych. Wskazał także, iż Anna Kajtochowa w Postscriptum dołączonym do Rozmawiając ciszą napisała, że Kirsz w publikowanej twórczości oddał pokłon „(...) statusowi ludzi zbędnych, starych, beznadziejnie chorych, bezdomnych, zagubionych społecznie”, ukazał stan żebractwa w Polsce, a także opisał ulubiony – wg poety – sposób spędzania czasu przez Polaków: spożywanie wódki i organizowanie grilla.